# Sharpsburg (Carolina del Nord)
Sharpsburg è un comune degli Stati Uniti d'America, situato in Carolina del Nord, diviso tra la contea di Nash, la contea di Wilson e la contea di Edgecombe.